# 蝙蝠車
蝙蝠車是美國漫畫超級英雄蝙蝠俠的戰車，由於《蝙蝠俠》的歷史長達數十年，蝙蝠車亦隨著時代變化、改良。

## 漫畫版

### 歷史

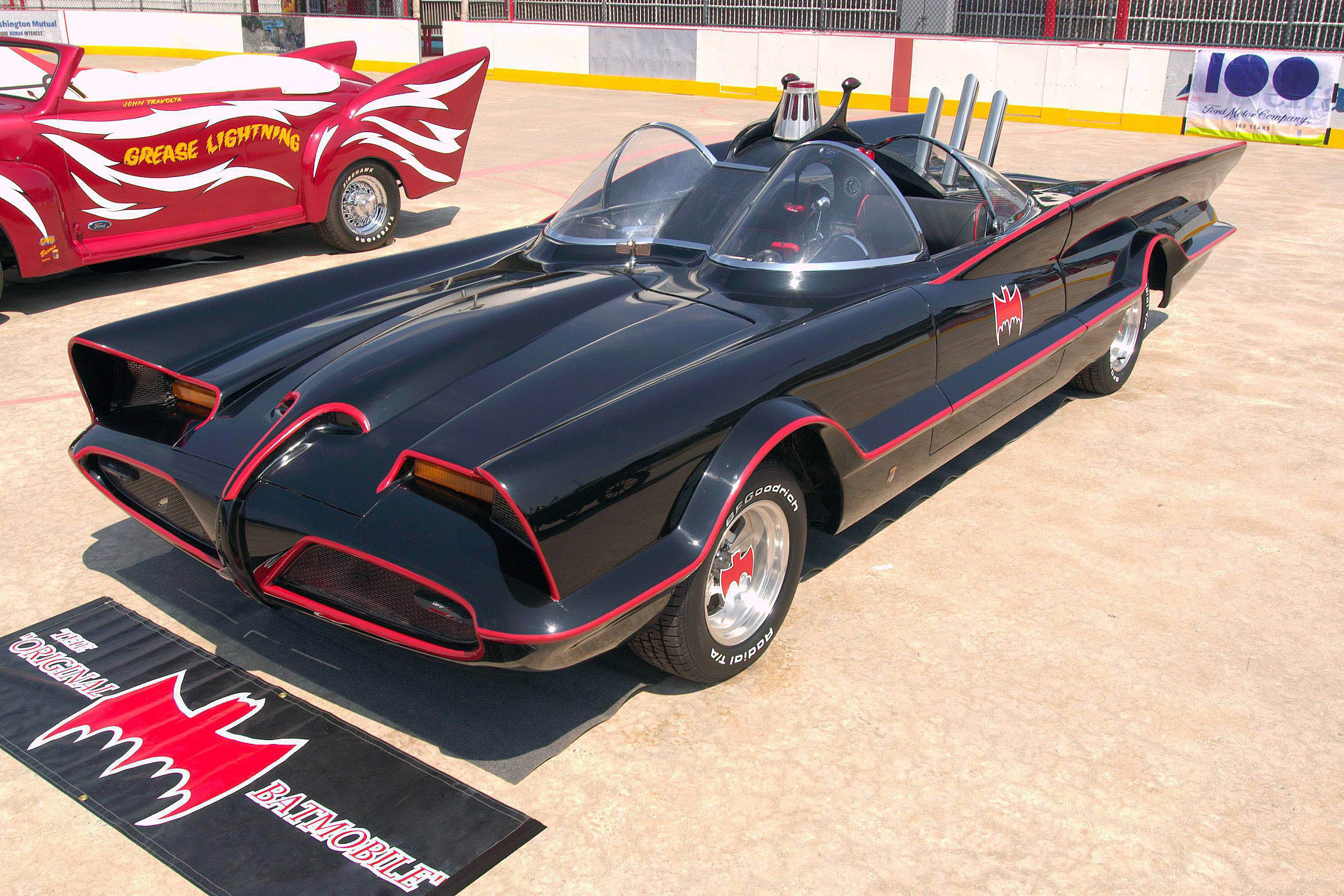
1966年電視版

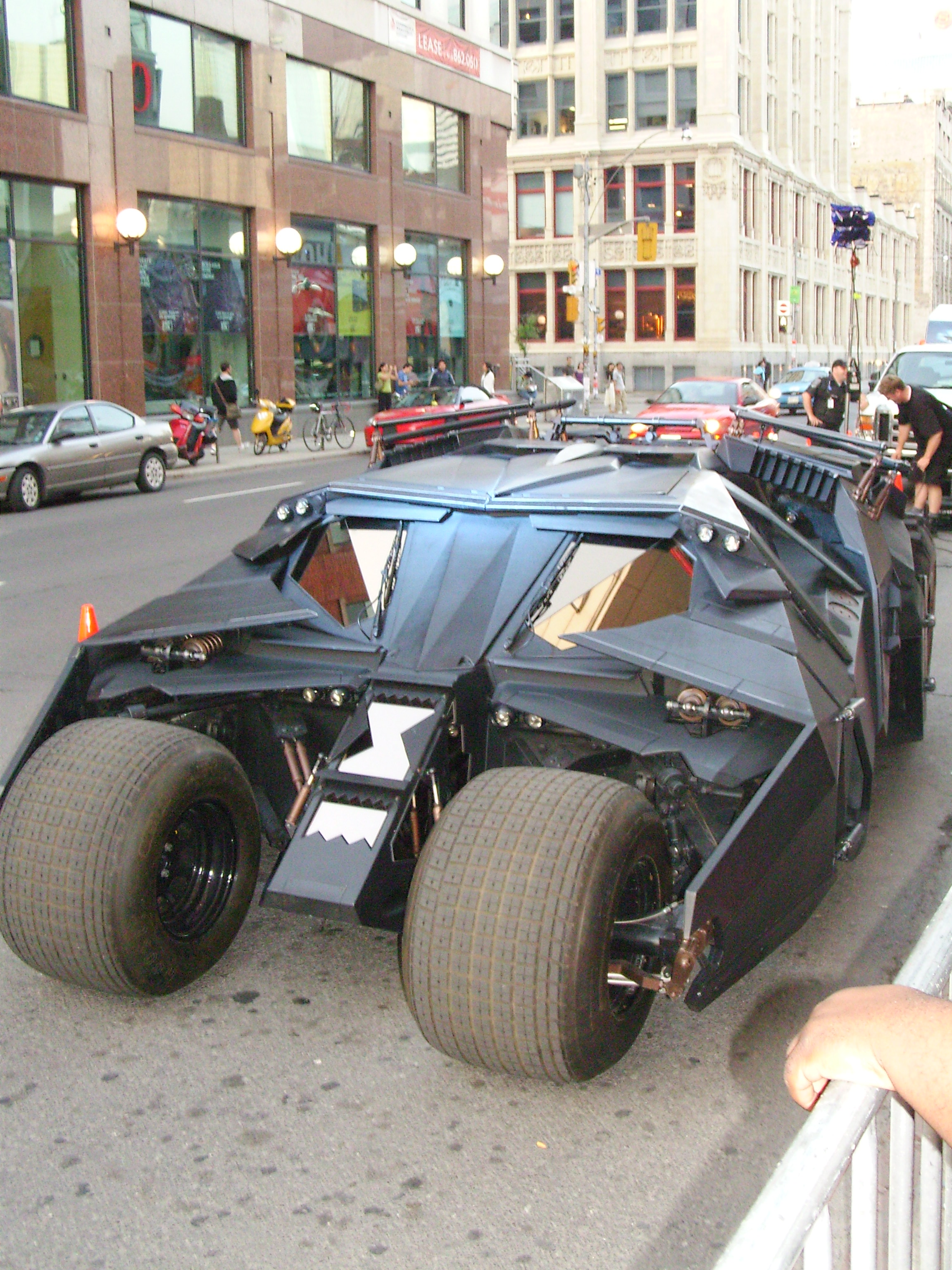
2005電影版

1941年漫畫版
蝙蝠俠和蝙蝠車是漫畫家鲍勃·凯恩和劇本創作人比爾·芬格（Bill Finger）共同創作的，由DC漫畫發行。蝙蝠俠最早出現在《Detective Comics》第27期（1939年5月），當時蝙蝠俠只是駕駛普通車身紅色私家車，並無蝙蝠車。直到1941年2月才出現在《Detective Comics》第48期，才有蝙蝠車（Batmobile）這叫法。

## 電視版

### 歷史
1943年第一代電視版蝙蝠車
第一部真人版蝙蝠俠電視劇在1943年由哥倫比亞電影公司發行。劇中的蝙蝠車參照當時黑色漫畫版的蝙蝠車製成。
1966年電視版蝙蝠車
1966年電視版的蝙蝠車，設計者為喬治·巴里斯（George Barris）。1965年夏季將結束的時候，美國ABC電視台正在為一齣蝙蝠俠電視劇做最後準備，製作人迪安·杰弗里斯(Dean Jeffries)決定在電視劇中加入蝙蝠車的演出，但是電視劇的播出時間表被提前，杰弗里斯為了節目製作不會延遲，他去找了一家由喬治-巴里斯(George Barris)經營的好萊塢改造車廠，要求他們在三個星期內製作出蝙蝠俠電視劇中的蝙蝠車，巴里斯收到這項訂單後，就開始物色要用哪種車子來改造，最後巴里斯決定使用福特的Lincoln Futura概念車作為改造的基礎，而這台Futura也成為全世界最知名的蝙蝠車。

## 電影版

### 歷史
1989年電影版蝙蝠車
1989年電影《蝙蝠俠》中的蝙蝠車由Anton Furst設計，車子主體為一副飛機用噴射引擎，並在四周建構車身，整體修長流線，成為日後相當長一段時間大眾對於蝙蝠車的印象。
技術規格：
長度：260.7寸
寬：94.4寸
高：51.2寸
加速度：0-60在3.7秒內
最大速度：530公里/小時 使用助推器
引擎：飛機用噴射渦輪引擎
擁有裝甲鍍層的車身，靜止時能夠額外張開一個叫作「繭」的重型裝甲護罩覆蓋整個車身（被稱為「繭模式」）。雙座駕駛艙具有類似飛機的儀錶、乘客側監視器、自我診斷系統、CD記錄儀和語音命令操作和識別系統。蝙蝠車下方的中央「腳」能夠把車子提起並將其旋轉180°。
武裝
前置導彈發射器。
前置兩支白朗寧M1919.30口徑機槍
側置鉤抓發射器、盤式射彈發射器和炸彈分配器
滑油分配器和煙霧發射器
「蝙蝠飛彈」模式，一種緊急情況下將中央車身之外的所有材料剝離，並重新配置車輪和車軸以適應狹窄的空間。一旦使用，這種模式實質上摧毀了蝙蝠車的外觀，因此事後需要重建。
1995年電影版蝙蝠車
1995年電影《蝙蝠俠3》中的蝙蝠車在1989年版本的風格下做了改造，比較有骷髏黑暗風格，後面加了單一大片的蝙蝠尾翼，體現誇張的裝飾藝術風格，但是拿掉了飛機噴射引擎，因此比較像一輛普通賽車。
1997年電影版蝙蝠車
1997年電影《蝙蝠俠4：急凍人》中的蝙蝠車同样在1989年版本的风格下进行改造设计，但有着更加圆滑的轮廓和闪亮的外壳，整体感觉更像是一架战斗机而不是汽车。
2005年電影版蝙蝠車
2005年電影《蝙蝠俠：開戰時刻》是一部重頭開始重拍的蝙蝠俠電影系列，華納兄弟影片意圖打造截然不同耳目一新的觀點，劇中的蝙蝠車設定成是韋恩企業的先進軍用科技部門研發的一輛塔橋用概念裝甲車「不倒翁（Tumbler）」並被當成蝙蝠車使用，外型由有隱形戰機色彩的菱形裝甲構成；並列雙座六輪車輛，評價兩極化，有人認為很笨拙醜陋也有人認為比較有軍事色彩的合理性，因為以往流線型的蝙蝠車要說服人擁有超強裝甲和後燃器顯得單薄。然而本車並非僅有一台而是可以量產，所以在續集劇情中也出現反派班恩使用多輛此迷彩車的情況。
Tumbler是重型裝甲車，所以可以衝壓作為實際的攻擊，在攻擊模式下， 駕駛座會移動到車頭中心，駕駛者會騎在前輪之間的中心部分執行攻擊模式。這個系統的兩個主要目的：第一，它讓駕駛者在車頭中心多重的裝甲鍍層下提供了更實質性的保護。其次，低重心的駕駛位置使極端精確的機動操作更容易執行，而騎著容易減少駕駛者在進行這些機動時面臨的受傷風險。當受損時兩個前輪都可以彈射，形成蝙蝠重機車(Batpod)。與所有現代的蝙蝠車一樣可以通過遠端搖控系統召喚和遙控蝙蝠車。
其他設備包括：
兩支前置機槍
火箭發射裝置
爆炸地雷部署在車尾部
六個後擋板以協助刹車
著陸鉤(穩定跳躍著陸)
車尾向量控制的噴射引擎，用於快速啟動跳躍
隱形模式，該車是由電動馬達驅動， 關閉燈和引擎使其很難在黑暗的地方找到 (這模式夜晚最有用)， 可以很容易地擺脫追蹤者。
技術規格：
寬：9 尺4寸 (2.84 公尺)
加速度：0-60在5.6秒內
最大速度：全速約：160 英里/小時 (257 公里/小時)
引擎：5.7 升 GM引擎， 可容納500馬力。向量控制噴射引擎可以垂直跳到6英尺。
DC擴展宇宙蝙蝠車
從配置上看，這輛蝙蝠車與《黑暗騎士三部曲》中的蝙蝠車有不少相似之處，例如覆蓋車體全身的裝甲，並帶有極具攻擊性的武器。而在外觀方面，這輛蝙蝠車則更加接近1989年的老版造型。所以，這台蝙蝠車可謂是結合了科技與藝術的完美作品。
這輛蝙蝠車約為6公尺長和3.7公尺寬，重達3.2噸，在全裝甲車身情況下能夠達到330公里/小時。同時車體砲塔搭載兩管50mm口徑火砲，裝備主動防禦系統及反彈道導彈系統。而最炫酷的是，新蝙蝠車還擁有隱形功能，相信這會對蝙蝠俠打擊罪犯帶來巨大的幫助。
2022年電影版蝙蝠車
外觀上來看，2022年電影《蝙蝠俠》中的蝙蝠車以1990年代後期的肌肉車爲基礎，但是在後車廂位置改裝為蝙蝠車經典的巨大火箭噴射渦輪，並在後車燈位置做出微微向外突出的蝙蝠耳造型尖刺。

## 遊戲版
- 《蝙蝠俠：阿卡漢騎士》（2015）

蝙蝠俠可在本作中駕駛蝙蝠車，不論蝙蝠俠身處街上或空中，擁有防彈功能的蝙蝠車可隨時召喚至其所在地或降落地點。蝙蝠車可作一定距離的跳躍、短暫加速、原地旋轉、衝破小型障礙物、以及彈射出蝙蝠俠使之能即時在上空滑翔。部分敵人在看見蝙蝠車後將會逃走，如作出攻擊會被車上的自動防衛機制擊倒。蝙蝠車能透過升級提高能力表現，並設有兩個能隨時互相切換的模式：追逐（Pursuit）和戰鬥（Battle）。前者適用於點對點移動和完成指定的駕駛挑戰；後者使用時蝙蝠車外觀會變為類似坦克車的模樣，可作全方位移動和滑行，同時現出車上武裝，包括火神炮、超高速火炮、反坦克導彈和非致命鎮壓槍，經升級後可追加能即時癱瘓敵坦克行動之電磁脈衝裝置，以及使敵坦克倒戈之無人載具病毒發射器。蝙蝠俠能遙控蝙蝠車以進行解謎或克服障礙。

## 外部連結
- The History of the Batmobile （页面存档备份，存于）
- Batman: Yesterday, Today and Beyond （页面存档备份，存于）
- How the Batmobile Works （页面存档备份，存于）
- The Batmobile Biography, History （页面存档备份，存于）
- List of Batmobile Replica Builders （页面存档备份，存于）
- Batman-News[永久]
- The Evolution of the Batmobile
- Holy Lincoln, Batman: How the Batmobile Came to Be